# Kyle Lowder
Kyle Brandon Lowder, född 27 augusti 1980 i Saint Louis, Missouri, USA, är en amerikansk skådespelare. Han är uppvuxen i Pleasantville, New York.
Han är mest känd för svenska tittare i såpoperan Days of Our Lives (Våra Bästa År) där han spelar rebellen Brady Black. Efter sju år lämnade han serien för en annan långkörare; han tog över rollen som Rick Forrester Jr i The Bold and the Beautiful (Glamour). Han har gästspelat i ett avsnitt av Friends (Vänner) "The One With The Soap Opera Party"..
Kyle Lowder gifte sig år 2002 med Arianne Zucker som spelar Nicole Walker DiMera i samma serie Days. Han och Arianne Zucker gick i augusti 2007 ut med att de planerar att separera och skilja sig. Arianne Zuker och Kyle Lowder återförenades 2008 och ska jobba på sitt äktenskap. 7 december 2009 föddes deras förstfödda som fick namnet Isabella.
Förutom sitt skådespelaryrke är Kyle Lowder en klassiskt skolad sångare.